# George Davies
George Davies (ur. 19 listopada 1940) – amerykański lekkoatleta specjalizujący się w skoku o tyczce, były rekordzista świata. Ustanowił swój rekord 20 maja 1961 roku w Boulder, skacząc 4,83 m. Był pierwszym tyczkarzem, który pobił rekord świata używając tyczki z włókna szklanego.